# Joseph Sonnleithner
Joseph Ferdinand Sonnleithner (Viena, 3 de março de 1876 — Viena, 25 de dezembro de 1835) foi um libretista austríaco.
É dele o libreto da única ópera de Beethoven: Fidelio.